# مسح الإرواء
الإرواء (بالإنجليزية: Perfusion)‏ هو مرور السوائل عبر الجهاز اللمفاوي أو الأوعية الدموية إلى عضو أو نسيج. ممارسة مسح الإرواء (بالإنجليزية: Perfusion scanning)‏ هي العملية التي يمكن من خلالها ملاحظة هذا الإرواء وتسجيله وتحديده كمياً. يشمل مصطلح مسح الإرواء مجموعة واسعة من طرق التصوير الطبي.

## الطُرق
- الكرات المجهرية
- تصوير مقطعي محوسب
- تصوير بالرنين المغناطيسي
- طب نووي

## الإرواء بالكرات المجهرية
يعد استخدام الكرات المجهرية المشعة طريقة قديمة لقياس التروية مقارنة بتقنيات التصوير الحديثة. تتضمن هذه العملية وسم الكرات المجهرية بالنظائر المشعة وحقنها في موضوع الاختبار. يتم أخذ قياسات التروية عن طريق مقارنة النشاط الإشعاعي لمناطق مختارة داخل الجسم بالنشاط الإشعاعي لعينات الدم المسحوبة في وقت الحقن المجهري.
في وقت لاحق، تم تطوير تقنيات لاستبدال الكرات المجهرية ذات العلامات الإشعاعية بالكرات المجهرية الفلورية.

## الإرواء بالتصوير المقطعي المحوسب
لا تزال الطريقة التي يتم بها قياس التروية لعضو بواسطة التصوير المقطعي المحوسب مفهومًا جديدًا نسبيًا، على الرغم من أن دراسات التصوير الديناميكي الأولى للتروية الدماغية تم الإبلاغ عنها في عام 1979 بواسطة رالف هاينز وآخرون من المركز الطبي بجامعة ديوك، درم، كارولينا الشمالية، نفسها مستشهدة بمرجع في عرض تقديمي عن "التصوير المقطعي الديناميكي المحوسب" في 4-10 يونيو 1978، والتي لم تقدم إلى وقائع المؤتمر. تم وضع الإطار والمبادئ الأصلية لتحليل التروية المقطعية المحوسبة بشكل ملموس في عام 1980 من قبل ليون أكسل في جامعة كاليفورنيا سان فرانسيسكو. يتم إجراؤه بشكل شائع للتصوير العصبي باستخدام المسح الديناميكي المتسلسل لمنطقة محددة مسبقًا من الدماغ أثناء حقن جرعة من مادة التباين المعالجة باليود أثناء انتقالها عبر الأوعية الدموية. يمكن بعد ذلك استخدام نماذج رياضية مختلفة لمعالجة البيانات الزمنية الأولية للتأكد من المعلومات الكمية مثل معدل جريان الدم في الدماغ بعد السكتة الدماغية أو نزف تحت العنكبوتية. تم وصف الإرواء الطبقي المحوري العملي كما تم إجراؤه على الماسحات الضوئية الحديثة لأول مرة من قبل كين مايلز ومايك هيبال وأدريان ديكسون من كامبريدج بالمملكة المتحدة وتم تطويره لاحقًا من قبل العديد من الأفراد بما في ذلك ماتياس كونيغ وإرنست كلوتز في ألمانيا، ولاحقًا بواسطة ماكس وينترمارك في سويسرا وتينغ ييم لي في أونتاريو، كندا.

## الإرواء بواسطة التصوير بالرنين المغناطيسي
هناك تقنيات مختلفة للتصوير بالرنين المغناطيسي، وأكثرها شيوعًا هي تحسين التباين الديناميكي، والتصوير الديناميكي للتباين، ووسم الدوران الشرياني.

## الإرواء بالطب النووي
يستخدم الطب النووي النظائر المشعة لتشخيص وعلاج المرضى. في حين أن الأشعة توفر بيانات في الغالب عن البنية، فإن الطب النووي يوفر معلومات تكميلية حول الوظيفة. تقدم جميع فحوصات الطب النووي معلومات إلى الطبيب المُحيل حول وظيفة النظام الذي يقوم بتصويره.
التقنيات المحددة المستخدمة بشكل عام هي أي مما يلي:
- التصوير المقطعي المحوسب بإصدار فوتون واحد (بالإنجليزية: Single-photon emission computed tomography)‏، والذي ينتج صورًا ثلاثية الأبعاد للعضو المستهدف أو نظام العضو.
- التصوير الومضاني (بالإنجليزية: Scintigraphy)‏، وإنشاء صور ثنائية الأبعاد.

## أنظر أيضاً
- تصوير البطين بالنظائر المشعة
- تروية دموية
- تصوير مقطعي بالإصدار البوزيتروني
- سكتة دماغية
- نسبة التهوية/التروية